# Economia della Nigeria
L'economia della Nigeria è la 26ª economia mondiale per il PIL prodotto interno lordo nominale ed è la prima del continente africano.
Nel 2014, il National Bureau of Statistic ha provveduto a ristrutturare il proprio sistema di rilevazione degli indicatori economici, portando i settori analizzati da 33 a 46 e migliorando le stime sulla cosiddetta "economia informale" (o economia in nero). Il settore agricolo, sceso dal 35% al 22%, non ha tenuto il passo con la crescita degli altri settori e il Paese, da esportatore netto di cibo, è diventato importatore netto. Il settore manifatturiero (il terzo per grandezza del continente) serve larga parte dell'Africa occidentale, anche se pesa solo per il 6,8% del PIL. Nonostante sia considerata una delle maggiori esportatrici di petrolio, la Nigeria genera soltanto il 2,7% della produzione mondiale e il settore petrolifero rappresenta solo il 14,4% del PIL. In crescita sostenuta è invece il settore terziario, che ha raggiunto il 52% del PIL: in particolare, si è osservata la crescita dei settori bancario, cinematografico e delle telecomunicazioni (quest'ultimo salito all'8,7% del PIL).
Un rapporto di Citigroup del febbraio 2011 ha incluso la Nigeria nel gruppo dei "Global Growth Generators" ("generatori di crescita mondiale"), ossia gli 11 Paesi che fra il 2010 e il 2050 contribuiranno maggiormente alla crescita del PIL mondiale.
Le risorse minerarie includono, oltre al petrolio, il carbone, lo stagno, il piombo e lo zinco. I principali prodotti agricoli sono olio di palma, cocco, agrumi, mais, cassava, yam e canna da zucchero.
Nel 1962 la Nigeria, un tempo nota come il Paese degli "oil rivers", era il primo produttore ed esportatore mondiale di olio di palma, ma all'inizio degli anni ottanta ne è diventato un paese importatore. Nel 1984 ha importato 110.000 tonnellate di olio di palma dalla Malesia e l'anno successivo ha stipulato un contratto di approvvigionamento a lungo termine con questo Paese.
La produzione di arachidi è crollata a partire dal 1975 e gli enti di commercializzazione dell'arachide, che nel 1972 avevano acquistato circa 454.000 tonnellate di questo prodotto, nel 1978 ne hanno acquistate 50.
La produzione di zucchero è aumentata molto a partire dal 1961, ma anche la sua richiesta interna e di conseguenza il saldo esportazioni-importazioni è diminuito drasticamente fra il 1970 e il 1980.
Nigeria, Costa D'Avorio e Ghana producono insieme i due terzi del cacao mondiale.